# 天气预报员 (电影)
《天气预报员》，是2005年的美国情感喜剧电影，由戈尔·维宾斯基导演执导，斯蒂夫·康拉德编剧，尼古拉斯·凯奇、迈克尔·凯恩、霍普·戴维斯主演。
讲述的故事是关于來自芝加哥的天氣预报员面臨中年之後人生與婚姻生活的轉變。
发布于2005年10月28日，这部电影獲得了1903萬美元的全球总票房，而在评论界对它却褒贬不一。

## 剧情
尼古拉斯·凯奇飾演主角，一位氣象播報員，在播報不准或是天氣不好時，連走在街頭也會遭遇民眾丟棄食物遷怒，多次受到飲料、薯條、蘋果派伺候。
在中年時面臨著工作、家庭婚姻、父親重病的人生災難，此時的他必須重新振作，在此中年危機裡做出重重選擇。

## 演员
- 尼古拉斯·凯奇 饰 大卫·斯普里策（实名为大卫·斯普里泽）
- 米高·肯恩 饰 罗伯特·斯普里泽
- 霍普·戴维斯 饰 诺琳
- 杰蒙妮·德拉佩纳 饰 雪莉
- 尼古拉斯·霍尔特 饰 迈克
- 迈克尔·利斯鲍里 饰 俄国佬
- 吉尔·贝罗斯 饰 唐
- 朱迪思·麦康奈尔 饰 劳伦
- 汤姆·斯奇林 饰 WGN助理导演

## 外部連結
- 開眼電影網上《氣象人》的資料（繁體中文）
- 豆瓣电影上《天气预报员》的資料 （简体中文）
- 时光网上《天气预报员》的資料（简体中文）
- AllMovie上的资料（英文）
- 爛番茄上的資料（英文）
- Box Office Mojo上的資料（英文）
- TCM电影资料库上的资料（英文）
- Metacritic上的資料（英文）
- 互联网电影数据库（IMDb）上的资料（英文）